# أوغو ميفسود بونيسي
أوغو ميفسود بونيسي (بالإنجليزية: Ugo Mifsud Bonnici) (و. 1932 – م) هو سياسي، ومحام من مالطا ولد في كوسبيكو.